# 상표 기호
상표 기호(商標記號, trademark symbol)는 ™으로 표시하며, 상표를 가리키는 기호이다. 이 기호는 등록 상표를 뜻하는 것은 아니다. 적절한 정부 기관에 등록된 상표를 위해 예약된 등록 상표는 등록된 상표 기호 (®)로 표시한다. 어느 누구든지 ™ 기호를 이용할 수 있다.

## 같이 보기
- 상표
- 등록된 상표 기호